# Oumou Sy
Oumou Sy (Diatar, 1952)  is een Senegalees modeontwerpster. Tegenwoordig woont ze in de hoofdstad Dakar.

## Biografie
Sy werd geboren nabij Podor, als dochter van een maraboet. Ze dankt haar bekendheid aanvankelijk aan de oprichting van een school voor modeontwerp in Dakar aan het begin van de jaren tachtig. In 1997 richtte ze het jaarlijkse evenement Semaine Internationale de la Mode de Dakar (SIMOD) op. Zelf bleef ze desondanks haar leven lang analfabeet en komt hier ook in het openbaar voor uit.
Onder de merknaam Oumou voert ze een groot aantal projecten in de wereld van de mode, kunst, theater en film. In Genève en Parijs heeft ze eigen modewinkels.
Haar collecties werden op grote modeshows in Europa getoond, waaronder op de Expo 2000 in Hannover, maar ook in Azië, Afrika en de Verenigde Staten. Ze maakte ontwerpen voor bekende zangers uit Senegal als Baaba Maal en Youssou N’Dour.
Sy groeide uit tot een van de belangrijkste persoonlijkheden in de Afrikaanse modewereld en kreeg lovende kritieken. Zo werd ze bijvoorbeeld de Lagerfeld van Afrika genoemd en Senegal's Queen of Couture. Ze won prijzen op meerdere filmfestivals voor haar filmkostuums. In 1998 won ze samen met twee andere Afrikaanse modeontwerpers, Alphadi uit Niger en Tetteh Adzedu uit Ghana, de Prins Claus Hoofdprijs in het thema De Kunst van Afrikaanse Mode.